# ينس إيساك دي لانغه كوبرو
ينس إيساك دي لانغه كوبرو (بالنرويجية Jens Isak de Lange Kobro) . (ولد في يوم 20 آب - أغسطس من سنة 1882م , توفي في سنة 1967م). هو قاضي وسياسي نرويجي وأحد أعضاء الحزب الليبرالي النرويجي. شغل كوبرو منصب وزير الدفاع مابين عامي 1933 - 1935.